# 李崇萍
李崇萍（5月21日—）是台灣的漫畫家。出生於宜蘭縣。代表作為《搖滾狂潮》。

## 作品一覽

### 單行本
- 天堂城市（全4集，已完結）
- 搖滾狂潮（全14集，已完結）
- 普羅旺斯（全2集，已完結）
- 獨領風騷THE ONE （全18集，已完結）
- 非愛宣言  (全7集，已完結)
- 向陽之戀（1集，連載中）

### 畫冊
- 獨領風騷THE ONE 畫冊

## 外部連結
- 李崇萍的天空部落格 （页面存档备份，存于）